# اسم مغلوط
الاسم المغلوط (بالإنجليزية: Misnomer) هو مصطلح مقترح للإشارة إلى الأسماء التي تستعمل استعمالات خاطئة، ويعود سبب التسمية إلى أن التسمية اتخذت قبل معرفة طبيعة ذلك الشيء أو أن التسمية قديمة ولم تعد التسمية تدل على الحالة الحالية. قد يستعمل مصطلح الاسم المغلوط ببساطة للدلالة على أن الكلمة المستعملة خاطئة أو مضللة.
لا يعني الاسم المغلوط سوء إدارك أو سوء فهم وما يزال استعمال الكثير من الأسماء المغلوطة مشروعا، وهذا يعني أن استعمال الاسم المغلوط لا يعني بأنه غير صحيح.